# メドゥーサの首 (ルーベンス)
『メドゥーサの首』（メドゥーサのくび、蘭: Hoofd van Medusa, 独: Haupt der Medusa, 英: Head of Medusa）、あるいは単に『メドゥーサ』（英: Medusa）は、バロック期のフランドルの巨匠ピーテル・パウル・ルーベンスが1613年ごろに制作した絵画である。油彩。ギリシア神話の英雄ペルセウスによって退治された怪物メドゥーサの頭部を描いている。絵画はもともとルーベンスに帰属されていなかった。メドゥーサは、ルーベンスやカラヴァッジョなど数多くのバロック期の画家がギリシア神話に関心を持っていたため、当時人気のあった図像的シンボルであった。シンボルとしてのメデューサの使用は何世紀にもわたって発展した。ルーベンスの絵画はギリシア神話のメドゥーサの物語の解釈に基づいており、図像の意味は様々に解釈されている。第2代バッキンガム公爵ジョージ・ヴィリアーズのコレクションに属していたことが知られている。現在はウィーンの美術史美術館に所蔵されている。また同時期のヴァリアントがブルノのモラヴィア美術館に所蔵されている。

## 主題
神話によると、メドゥーサは女神アテナの怒りによって醜い姿に変えられた。これはメドゥーサがアテナの神殿で海神ポセイドンと交わったためであるとも、自身の髪をアテナの髪よりも美しいと自慢したためとも伝えられている。するとアテナは憤慨し、メドゥーサの髪を蛇に変え、彼女の顔を見た者が石に変わるようにした。さらに彼女を殺そうとする英雄ペルセウスの手助けをした。のちにアテナはメドゥーサを見ることができないペルセウスのために案内してやった。ペルセウスはメドゥーサが眠っている間に、青銅の盾に映ったメドゥーサの姿を見てその首を切断した。そしてハデスの兜とヘルメスのサンダルの力でメドゥーサの住処から速やかに逃走した。ルカヌスの『内乱』によると、ペルセウスが砂漠を通った際にメドゥーサの血が滴り落ち、バジリスクや双頭の蛇アンフィスバエナをはじめとする多くの種類の毒蛇が生まれた。冒険ののち、ペルセウスはメドゥーサの首をアテナに捧げた。アテナはそれを神盾アイギスに組み入れた。

## 制作背景

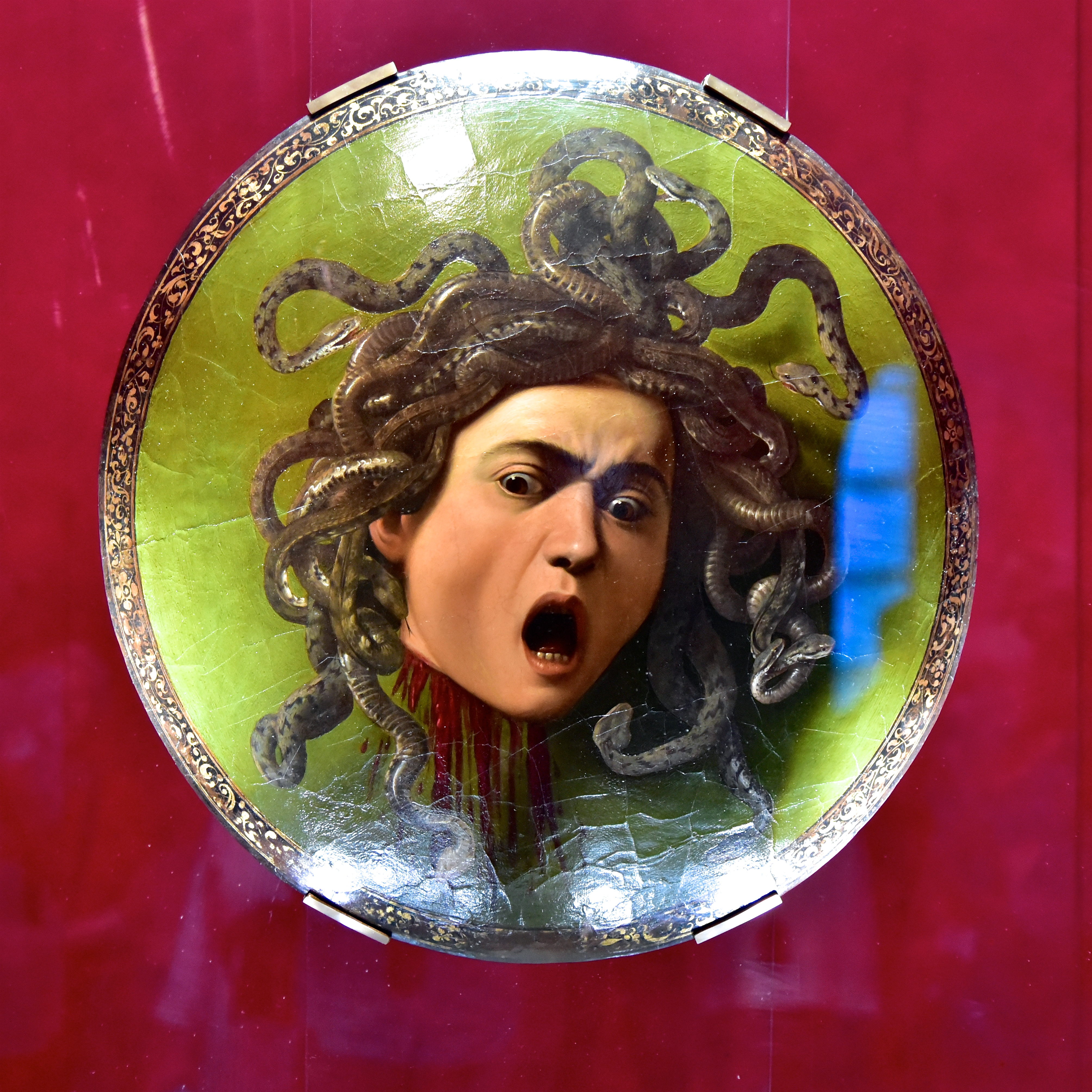
ミケランジェロ・メリージ・ダ・カラヴァッジョの『メドゥーサの首』。ウフィツィ美術館所蔵。

ルーベンス以前にもレオナルド・ダ・ヴィンチやミケランジェロ・メリージ・ダ・カラヴァッジョといった有名な芸術家がメドゥーサの首を描いている。ルーベンスとは異なり、ダ・ヴィンチとカラヴァッジョはメドゥーサの首を盾や胸当てに描いた。しかしダ・ヴィンチの絵画は失われ、現存していない。トスカーナ大公フェルディナンド1世・デ・メディチと緊密に協力していた枢機卿フランチェスコ・マリア・デル・モンテは、カラヴァッジョに敵を征服する大公の剛勇を象徴する絵画の制作を依頼した。カラヴァッジョの『メドゥーサの首』（Testa di Medusa）は2度制作され、よく知られている作品は第2のバージョンである。この絵画の最初のバージョンは現在個人コレクションにあり、第2のバージョンはフィレンツェのウフィツィ美術館に所蔵されている。
メドゥーサの首は魔除けの意味を持ち、古代ギリシア以来何世紀にもわたって武具や建築物に描かれただけでなく、絵画、彫刻、陶器、金工品など様々な形で芸術作品で表現されてきた。またメドゥーサの首はアテナに捧げられたことから、アテナを寓意する象徴的意味を持つに至った。この時代のメドゥーサの描写では、髪の代わりに蛇が生え、通常は鋭い歯を持つ口を大きく開き、鑑賞者をまっすぐに見つめる姿が描かれていた。時代とともに、芸術におけるメドゥーサの外観は変化したが、鑑賞者に向かう姿勢は一貫している。

## 作品

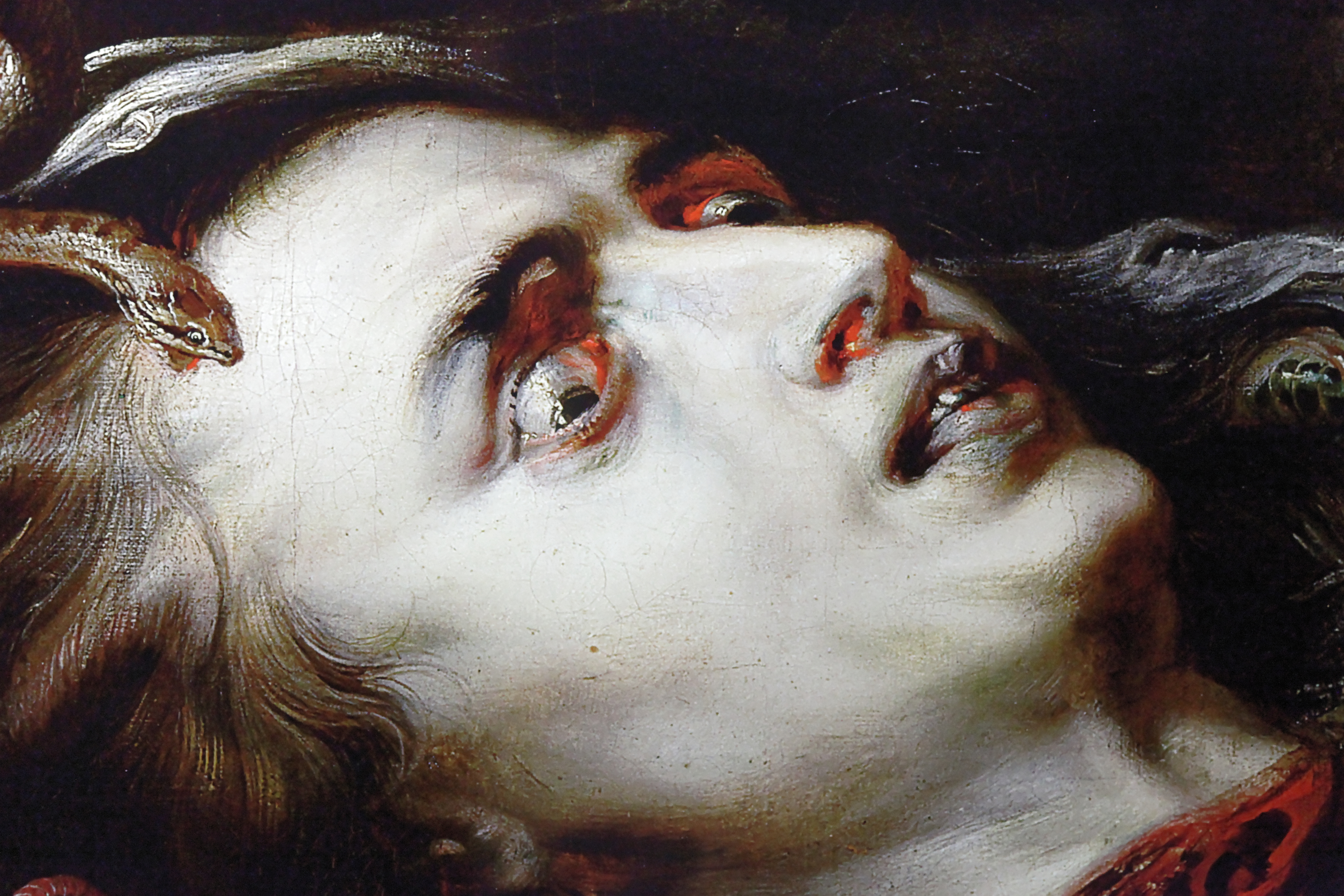
眼を見開いて鑑賞者を睨むメドゥーサ（ディテール）。

ルーベンスはおそらく切断されて間もないメドゥーサの首を描いている。メドゥーサの首は鮮やかな赤い血だまりの中に横たわり、その肌は血の気を失っているが、いまなお不気味さを湛えた眼光でもって自身の殺害者を睨みつけている。血だまりからは小さな蛇が生まれ、地面の下から這い出ている。メドゥーサの首は、蛇や、蜘蛛、サソリなどの生物に取り囲まれ、とりわけ蠢く蛇は不気味さと迫真さをいや増している。
ほとんどの蛇は画面右側にいる2匹のマムシを除き、毒を持たないヨーロッパヤマカガシである。毒蛇は中世ヨーロッパでは恩知らずを象徴する。ギリシア神話ではメドゥーサは毒蛇を髪の毛に持つ姿で描かれている。マムシは雄の頭を口にくわえた雌と交尾している様子が描かれている。画面左下にいるのはヨーロッパに生息するファイアサラマンダーである。画面中央付近には伝説上の生物アンフィスバエナが描かれている。アンフィスバエナは、身体の両端に1つずつ、計2つの頭部を持つ蛇のような生物で、古代ギリシア・ローマの文献に登場し、メドゥーサの血から生まれ、腐った死体を食べるとされる。
ルーベンスは協力関係にあった動物画家フランス・スナイデルスの手を借りて制作し、スナイデルスはメドゥーサの蛇などの動物を担当したと考えられてきたが、近年はルーベンスがすべて制作したと考えられている。
制作経緯は不明である。バロック期において、メドゥーサは絵画や彫刻のジャンルで肖像習作として取り上げられることが多かったため、本作品もそうした目的で制作された可能性が考えられる。

## 来歴
絵画は1635年から1648年にかけて、第2代バッキンガム公爵ジョージ・ヴィリアーズのコレクションに属していた。1650年、大公レオポルト・ヴィルヘルム・フォン・エスターライヒは、兄である神聖ローマ皇帝フェルディナント3世のため、ヤコモ・デ・カチオピン（Jacomo de Cachiopin）の援助を得て購入した。

## 当時の反応

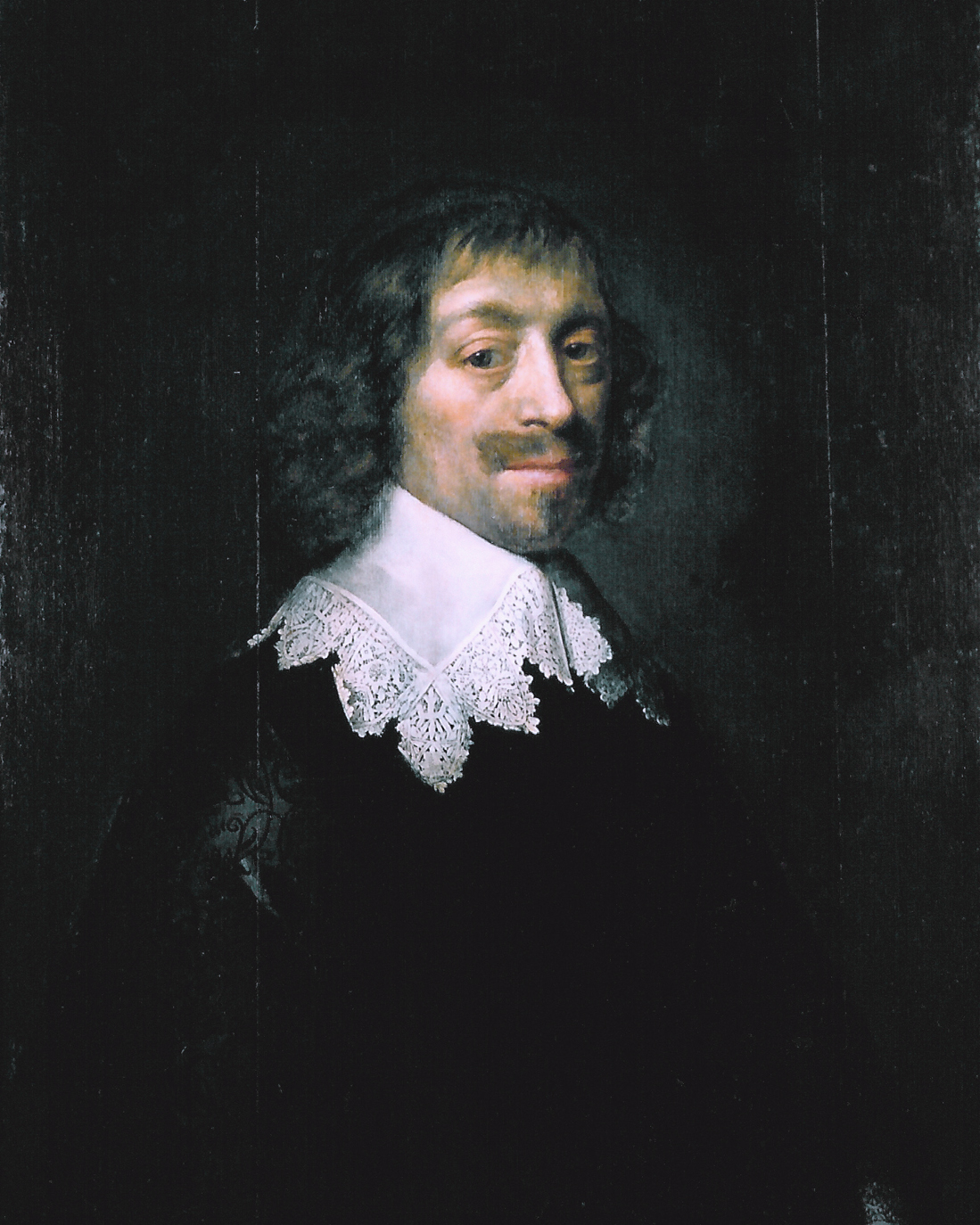
ミヒール・ファン・ミーレフェルトによる『コンスタンティン・ホイヘンスの肖像』。

当時『メドゥーサの首』は強烈なイメージを提示したため、強い反応を引き起こした。黄金時代の最も偉大な詩人の1人コンスタンティン・ホイヘンスは、1619年にアムステルダムの商人ニコラース・ソヒエ（Nicolaas Sohier）の邸宅を訪れて、彼が所有していた『メドゥーサの首』を見ている。ホイヘンスは自伝の中で絵画について次のように述べている。
鑑賞者に与えた衝撃的な影響はまた絵画を覆うカーテンを開き、鑑賞者に公開した結果であると考えられる。

## モラヴィア版
モラヴィア美術館のバージョンはおそらく商人ニコラース・ソヒエのコレクションにあった作品と考えられている。このバージョンが「メドゥーサの頭部を描いた油絵」（Ein Oehlgemälde das Medusenhaupt vorstellend）としてモラヴィア美術館に寄贈されたのは1818年12月26日のことである。寄贈者はヨーゼフ・フォン・ニムプチュ伯爵（Graf Joseph von Nimptsch）であり、絵画の裏面にはニムプチュ伯爵が所有したことを示す封蝋印が残されている。絵画が最初に美術館に収蔵されたとき、画家の帰属がなかったため、ルーベンスがこの絵画の制作に関わったとは考えられていなかった。ニムプチュ伯爵が絵画をどこから入手したのか不明であるが、間接的な証拠と仮定により、もともと伯爵の2番目の妻のものであったと考えられている。ニムプチュ伯爵は妻の死から1年後に絵画を寄贈しており、これは彼女が本来の所有者であったことの状況証拠として利用されている。
モラヴィア美術館のキュレーター、エルンスト・リンコリーニ（Ernst Rincolini）は当初、この作品の制作者はルーベンスの弟子アブラハム・ファン・ディーペンベークであり、動物たちをフランス・スナイデルスが描いたと考えていた。ルーベンスは1899年までオリジナルの画家として帰属されていなかったが、修復によりルーベンスがフランス・スナイデルスの協力を得てメドゥーサを制作したことが確認され、1940年代に正式に帰属された。現在、モラヴィア美術館に所蔵されているこの作品は、美術史美術館に所蔵されているオリジナルの複製と考えられている。

## ギャラリー
ディテール

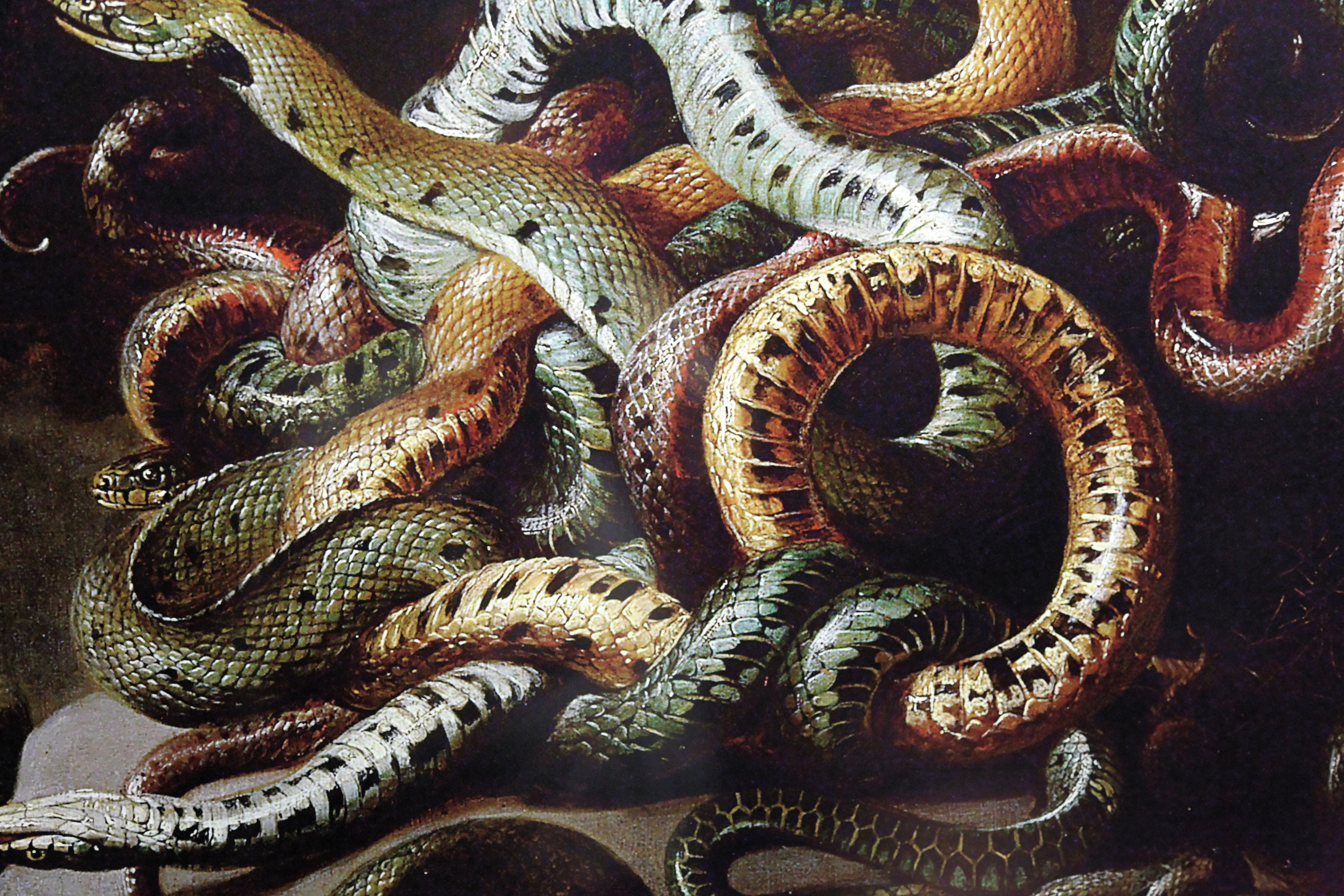
絡み合うメドゥーサの頭部の蛇たち。
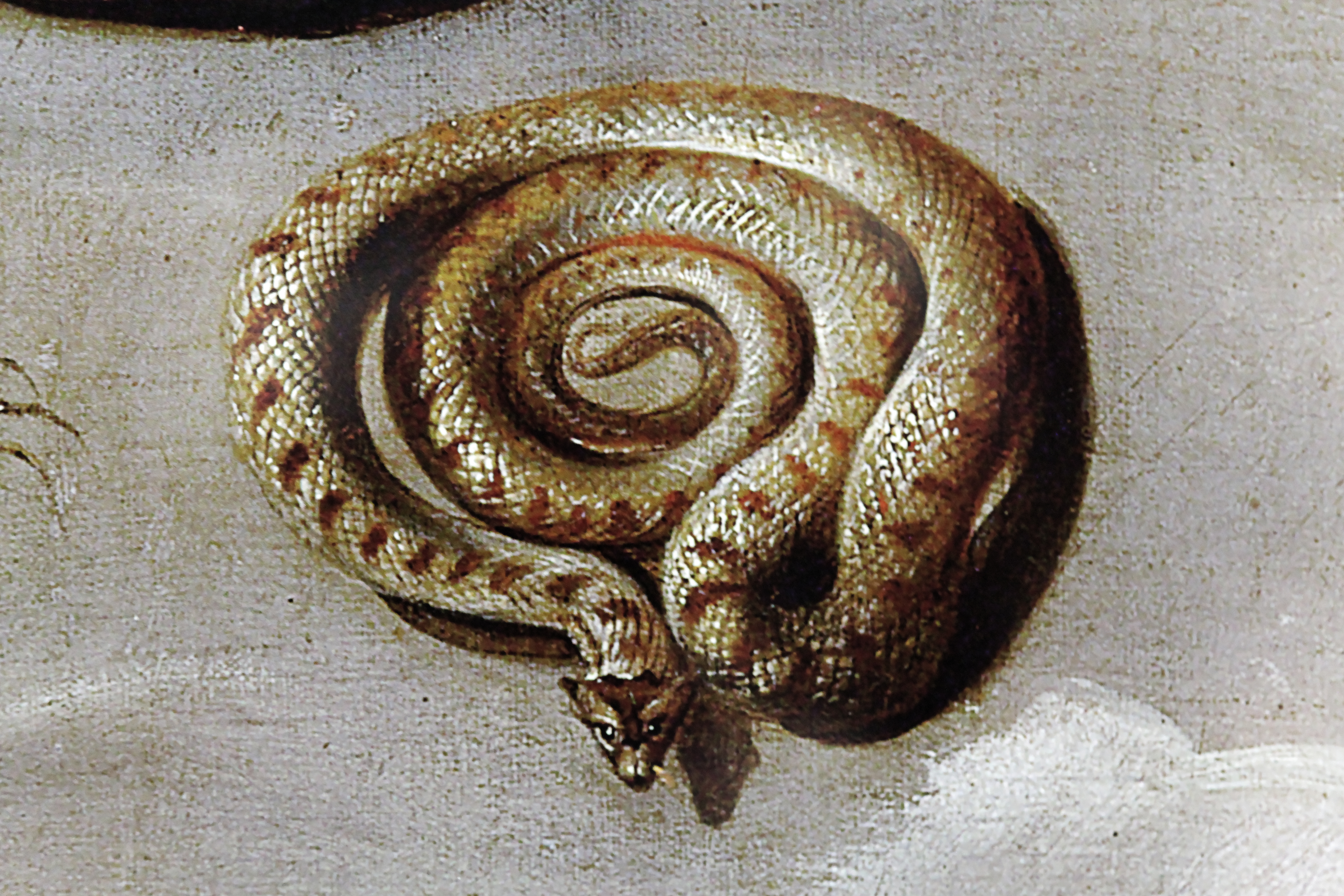
地面の上で渦を巻く蛇。
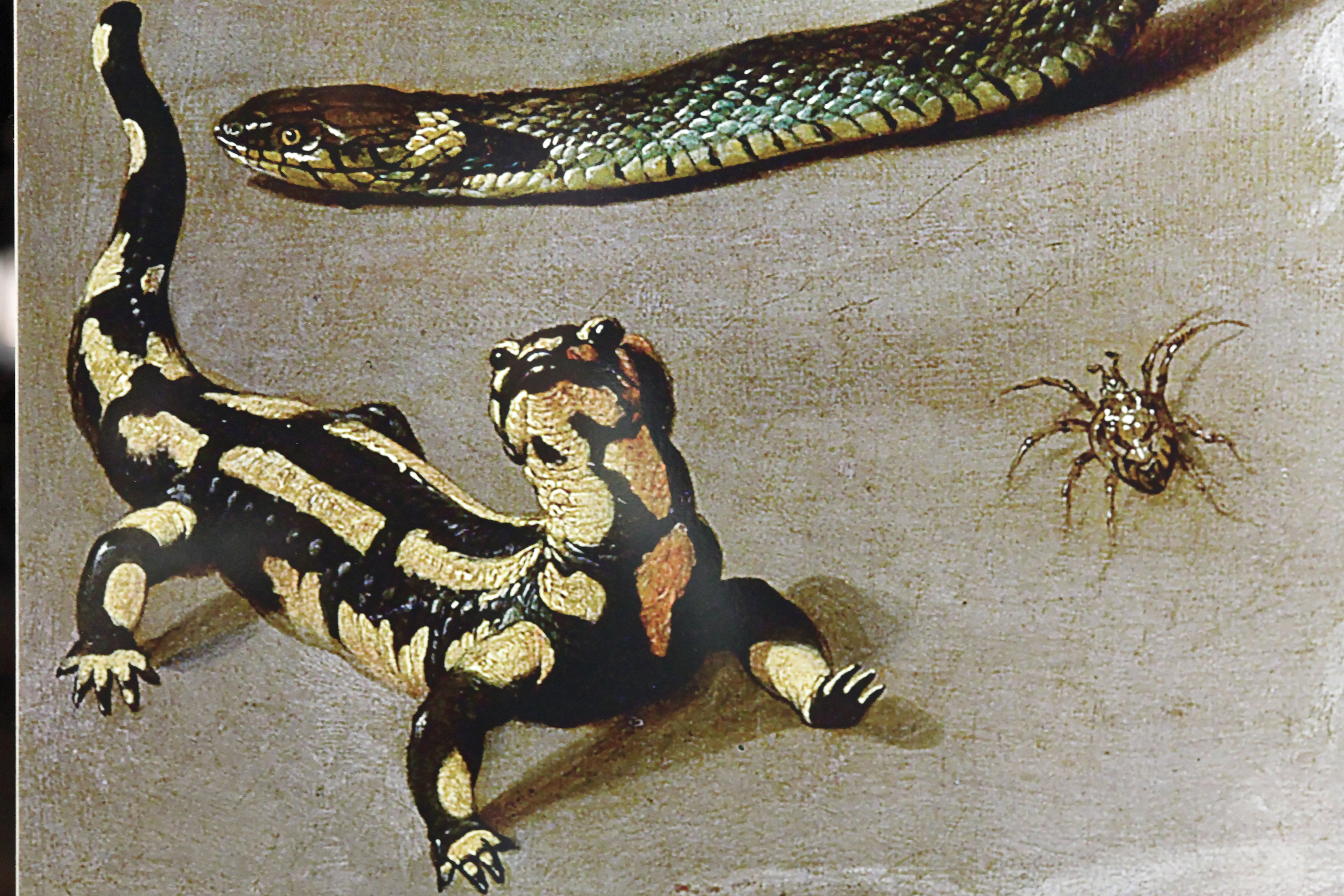
ヨーロッパに生息するファイアサラマンダー。